# Prinsessan Estelles skulpturpark
Prinsessan Estelles skulpturpark är en skulpturpark, belägen i området Rosendal på Kungliga Djurgården i Stockholm. Skulpturparken drivs av Prinsessan Estelles kulturstiftelse. 
2020 presenterade Prinsessan Estelles kulturstiftelse den amerikanska konstnären Alice Aycock. Utställningen var den första som arrangerades i Prinsessan Estelles kulturstiftelse regi och var konstnärens första separatutställning i Skandinavien. Under utställningen visades sex verk från skulpturserien Turbulences. Verket Hoop-La förvärvades av Prinsessan Estelles kulturstiftelse och blev det första permanenta verket i skulpturparkens samling, verket är beläget i närheten av Folke Bernadottes bro.
2021 valde Prinsessan Estelles kulturstiftelse den dansk-norska konstnärsduon Elmgreen & Dragset som årets konstnärer. Deras verk Life Rings placerades vid De Beesches väg intill vattnet mittemot Sjöhistoriska museet.
2022 förvärvades skulpturparkens tredje permanenta verk, Wind Sculpture in Bronze I av den brittisk-nigerianska konstnären Yinka Shonibare. Verket invigdes den 2 juni 2022. Verket är placerat mellan Rosendals slott och Ståthållarängen. Under året samarbetade Prinsessan Estelles kulturstiftelse med 13 institutioner och det resulterade i parallella utställningar och konstpedagogiska program samt dans- och filmprojektet Captured Moments.
2023 var Charlotte Gyllenhammar vald som året konstnär. Verket Untold blev det första att representera ett svenskt konstnärskap.
2024 blev årets konstverk Giuseppe Penones The Inner Flow of Life som finns placerad i närheten av Israel af Ströms väg.
2025 invigdes bredvid Rosendals Wärdshus Monika Sosnowskas Museum, som hämtar sin inspiration och sitt material från ett tilltänkt konstmuseum för Rosendal, som initierades av kung Karl XIV Johan på 1830-talet.

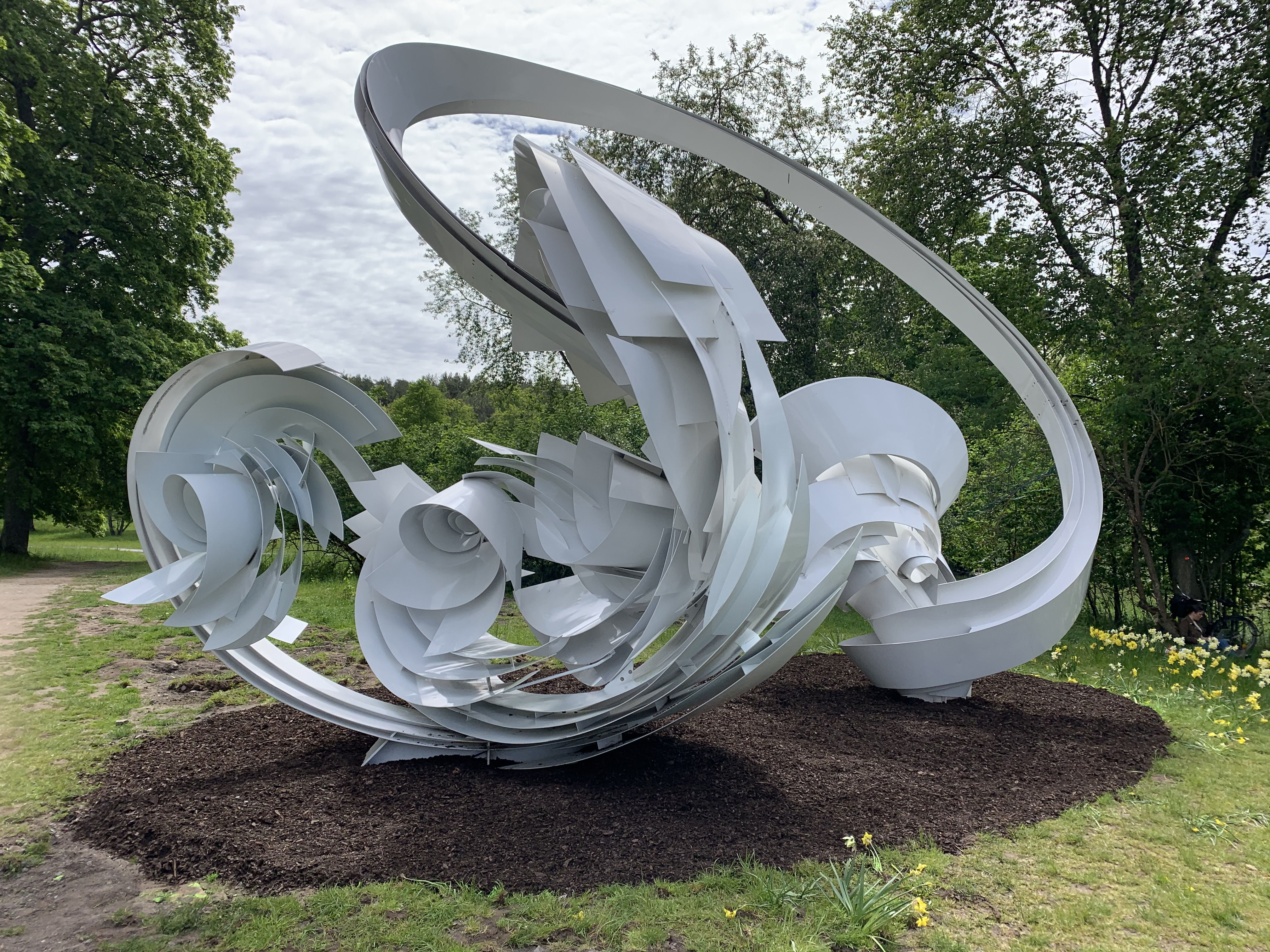
Hoop-La, Alice Aycock, 2014.
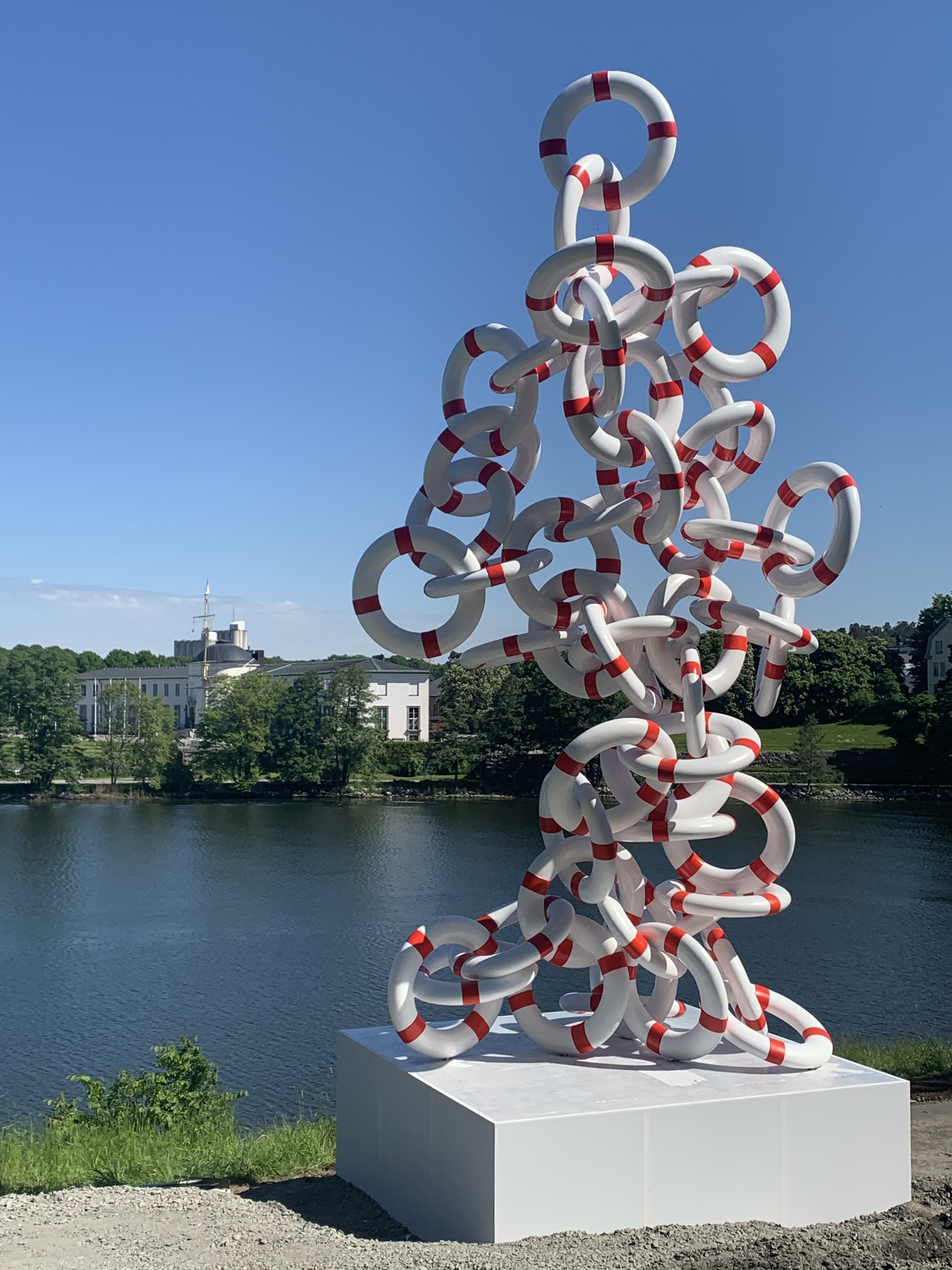
Life Rings, Elmgreen & Dragset, 2021.
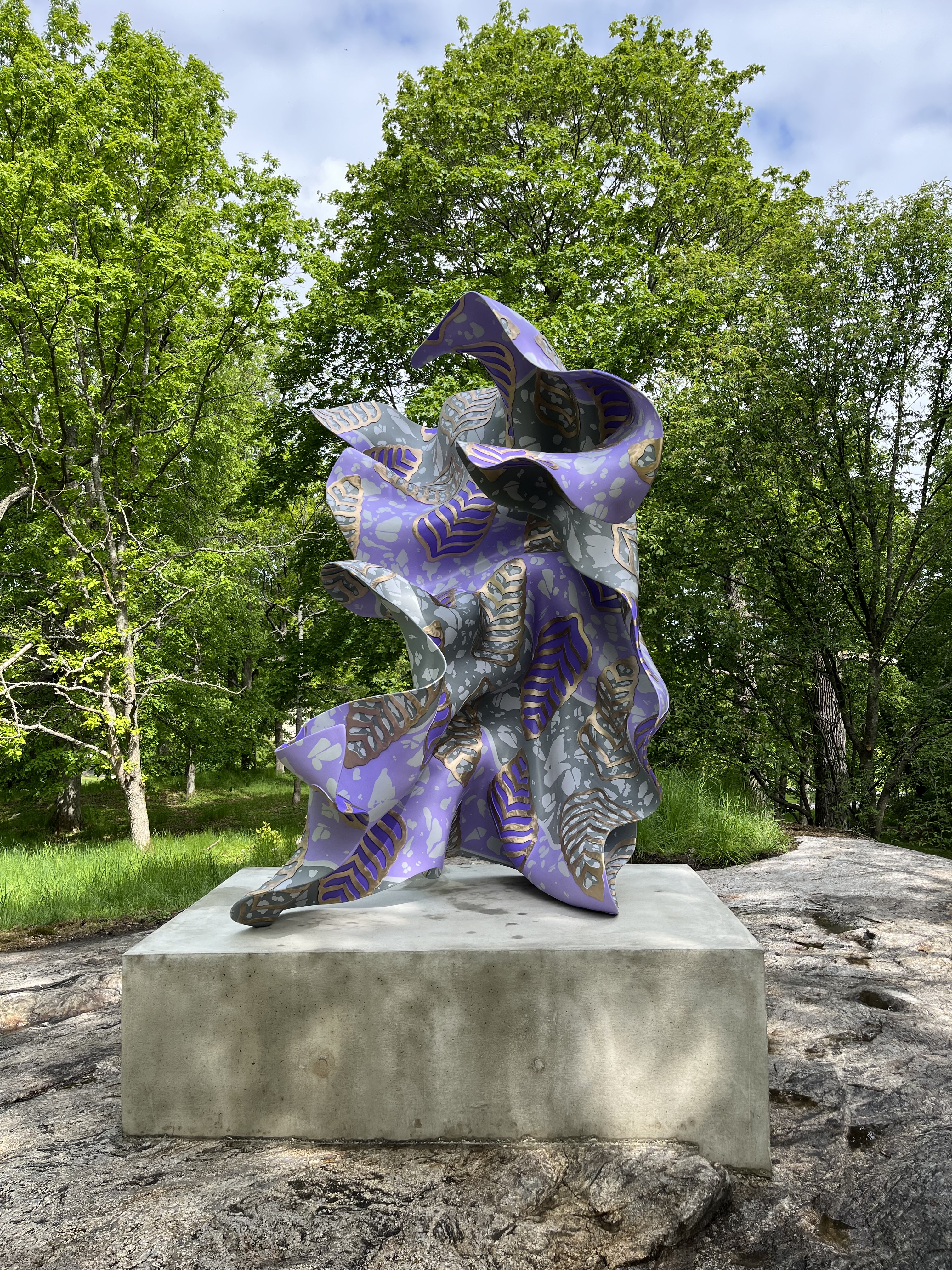
Wind Sculpture in Bronze I, Yinka Shonibare, 2022.

## Prinsessan Estelles kulturstiftelse
Skulpturparken drivs av Prinsessan Estelles kulturstiftelse, PREKS, som är en allmännyttig stiftelse bildad hösten 2019 på initiativ av kronprinsessan Victoria och prins Daniel. Stiftelsen driver även Art of the Day.
De konstnärer som ges uppdrag att skapa verk för parken väljs av stiftelses styrelse, som biträds av ett konstnärligt råd bestående av Ann-Sofi Noring, Elisabeth Millqvist och Georges Amaos. Stiftelsens verksamhetsledare är Sara Sandström.